# Mioma (doença)
Mioma é um tumor benigno originado no tecido muscular liso do útero. Existem dois tipos: leiomioma e rabdomioma.

## Descrição
Os miomas são tumores benignos, não são cancerosos e a probabilidade de se transformarem nessa doença é extremamente baixa, é de 0,05 %.
Podem aparecer a partir da puberdade, mas a idade de maior incidência é a quarta década de vida e com maior incidência entre negras. Incide em cerca de 50% das mulheres na faixa etária dos 30 aos 50 anos.
Normalmente tendem a crescer acentuadamente durante a gravidez, devido ao aumento dos níveis hormonais. Após a gestação, geralmente os miomas retornam ao seu tamanho anterior. Com a menopausa, tendem a regredir ou mesmo desaparecer, devido à diminuição de estrogênio no corpo feminino.
As causas exatas do aparecimento dos miomas ainda não são bem conhecidas, mas acredita-se que haja uma predisposição genética quanto uma maior sensibilidade à estimulação hormonal (principalmente estrogênio) nas mulheres que apresentam miomas.
Os miomas variam em tamanho, em alguns casos podem causar um crescimento acentuado do útero, simulando uma gravidez de até 5 ou 6 meses. 

## Sintomas
- A maioria dos miomas é assintomática;[1]
- Períodos menstruais prolongados e com fluxo aumentado, sangramentos fora de época, por vezes com coágulos, podendo levar à anemia;
- Aumento da intensidade das cólicas menstruais;
- Sensação de pressão ou desconforto causado pelo tamanho e peso dos miomas que pressionam as estruturas adjacentes;
- Dor durante a relação sexual;
- Pressão no sistema urinário;
- Prisão de ventre e retenção de gases;
- Aumento do volume abdominal que pode ser mal interpretado como sendo ganho progressivo de peso e até mesmo gravidez

A dificuldade para engravidar é frequente em pacientes com miomas uterinos, já que isso pode levar a alterações do órgão. Porém, isso não acontece a todas as doentes.

## Diagnóstico
Os miomas podem ser descobertos em exames de rotina, como a ultrassonografia, que é o método mais comum e acessível para identificá-los. Outros exames, como tomografia ou ressonância magnética, podem ser usados em casos mais complexos. Os miomas podem se localizar em diversas partes do útero. Existem 4 tipos de mioma, os subserosos, intramurais, submucosos e pediculados.
- Subserosos: aparecem e desenvolvem-se abaixo da camada externa do útero e expandem-se através dela, dando ao útero uma aparência nodular. Normalmente não afetam o fluxo menstrual, mas podem causar dores no baixo ventre, na região lombar e uma sensação de pressão no abdomen.
- Intramurais: desenvolvem-se na parede do útero e expandem-se para o interior, aumentando o tamanho do útero. É o tipo mais comum de mioma. Podem causar sangramento menstrual intenso e dores no baixo ventre e na região lombar e/ou sensação de pressão.
- Submucosos: estão justamente abaixo do revestimento interno do útero. É o tipo menos comum de mioma mas o que pode causar mais problemas.
- Pediculados: inicialmente crescem como subserosos e destacam-se parcialmente do útero, ficando a ele ligado apenas por uma pequena porção de tecido chamada de pedículo. Podem ser confundidos na ultra-sonografia com tumores ovarianos.

## Tratamento
Existem basicamente três tipos de tratamento:

### Por medicamentos
É o primeiro passo no tratamento dos miomas. Esses medicamentos têm como objetivo controlar o sangramento, inibir o crescimento dos miomas ou reduzir o seu tamanho.
Os medicamentos mais indicados, quando se deseja a redução do tamanho dos miomas, são os chamados Análogos de GnRH. Criam uma menopausa química após 6 meses de tratamento, reduzindo a liberação de estrogênio pelos ovários. São úteis também para controlar o sangramento.
Danazol: diminui sangramento, mas não diminui tamanho.
Gestrinona: diminui sangramento e tamanho.
Outro tipo de medicamento é a progesterona. Esse tipo de medicamento controla o sangramento, mas o mioma pode aumentar de tamanho. Tem a vantagem de ter um baixo custo. Exemplo de progesterona usada para controlar sangramento de miomatose é a Depo-Provera.

### Por cirurgia
Indica-se nos casos sintomáticos, nos miomas muito grandes, na presença de sinais de degeneração (alterações do tecido do mioma), e nos casos em que o mioma causa infertilidade. Existem a miomectomia e a histerectomia. Na primeira retira-se apenas o mioma, preservando-se o útero, para os casos em que a mulher quer preservar a capacidade de reprodução ou de menstruar (aproximadamente de 30% a 40% das mulheres que desejam engravidar de fato logram o objetivo após uma miomectomia). Na histerectomia retira-se o útero na totalidade. É o tratamento de escolha em mulheres que não querem mais engravidar.

### Por embolização
Realiza-se com a colocação de um cateter dentro da artéria uterina que nutre o mioma, seguindo-se da injeção de agentes que levam à formação de êmbolos no interior da artéria, com interrupção do fluxo sanguíneo. É considerado um procedimento minimamente invasivo e muito menos traumático que a miomectomia ou histerectomia.
É indicada principalmente quando a paciente deseja manter o útero.
Historicamente existe uma preferência dos médicos em aconselharem a histerectomia (ou miomectomia). A tendência atual, por outro lado, é recomendar a embolização como primeira alternativa. Um fator importante nessa decisão considera a preservação da fertilidade das mulheres submetidas à embolização. Cerca de 36% de pacientes que realizaram embolização, desejando ainda engravidar, o lograram.
Resultados de pesquisas científicas mostram que 9 em 10 mulheres submetidas à embolização têm sucesso na eliminação dos sintomas. A redução do(s) mioma(s) varia caso a caso. De uma forma geral, ocorre uma redução de 50% nos primeiros três meses e pode chegar até uma redução de 90% em um ano.